# Stan Pilecki
(Stan Pilecki)
Stanislaus Josef Pilecki (Augustdorf, 4 febbraio 1947 – Brisbane, 20 dicembre 2017) fu un rugbista a 15 australiano di origine polacca; fu il primo giocatore a raggiungere le 100 partite per la rappresentativa del Queensland e 18 volte internazionale per gli Wallabies tra il 1978 e il 1983.
Al suo nome è intitolato il premio che la federazione rugbistica del Queensland assegna annualmente al proprio miglior giocatore.

## Biografia
Pilecki è nato da una coppia di deportati polacchi, prelevati dalla madrepatria dopo l'invasione del 1939 da parte della Germania nazista.
Dopo la fine della guerra i suoi genitori preferirono non tornare in Polonia e furono inviati al campo profughi di Augustdorf in attesa di emigrare altrove; la prima destinazione utile fu l'Australia, dopo aver perso l'occasione di emigrare in Canada; nel 1950 giunsero a Sydney e si stabilirono a Brisbane.
Pilecki non si interessò del rugby fino ai 14 anni: essendo egli intenzionato a praticare uno sport fu indirizzato al rugby in ragione della sua struttura fisica, e iniziò a giocare nel ruolo di pilone; dopo la fine degli studi superiori entrò negli West Brisbane Bulldogs, squadra che partecipa al campionato del Queensland e, già nel 1970, debuttò nella rappresentativa dello Stato.
Nel 1978 debuttò negli Wallabies a 31 anni, in un test match a Brisbane contro il Galles, e divenne una presenza regolare in Nazionale nei successivi cinque anni: fu il primo e, a tutt'oggi unico, australiano d'origine polacca a vestire la maglia della Nazionale di rugby a 15.
Nonostante il suo ultimo incontro internazionale faccia data al 1983, fu convocato anche nella selezione che conseguì il Grande Slam nel tour 1984 nel Regno Unito, pur senza mai scendere in campo.
Il 1984 fu anche l'anno in cui terminò la sua attività agonistica, dopo 122 incontri con la rappresentativa del Queensland: fu il primo a disputarvi 100 incontri e ne è attualmente il quinto assoluto nella classifica di presenze, considerando anche l'epoca professionistica; in suo onore, la federazione rugbistica del Queensland assegna ogni anno il Premio Stan Pilecki al miglior giocatore stagionale dei Reds, franchise professionistica dello Stato che disputa il Super Rugby.
Nel dicembre 2009 Pilecki riuscì a visitare per la prima volta la Polonia, dopo che un primo tentativo fallì in occasione del tour australiano del 1981, a causa dello stato d'assedio e la chiusura dei confini decisa dalla giunta militare polacca; nell'occasione Pilecki prese accordi per rilanciare il rugby in Polonia e per organizzare un tour degli Australian Barbarians in quel Paese.